# Isa Stenberg
Isa Stenberg, född 25 maj 1938, i Hindersby i Lappträsk, är en finlandssvensk teaterproducent och tidigare teaterchef. Hon har bland annat varit teaterchef på Folkteatern, Göteborg och producerade 7:3 tillsammans med Lars Norén. 

## Biografi
Isa Stenberg började sitt yrkesliv som socialarbetare. På 1970-talet ledde hon Lilla Teatern i Helsingfors tillsammans med Asko Sarkola. Under 1980-talet flyttade hon till Sverige och började arbeta på svenska teatrar. Hon började arbeta som chefssekreterare åt Lasse Pöysti på Dramaten, innan hon i början av 1990-talet blev teaterproducent på Folkteatern, Göteborg under Lennart Hjulström, där hon senare även blev teaterchef 1986. Därefter var hon en tid projektanställd på Riksteatern, innan hon med Lars Norén och Hjulström började leda RiksDrama. Tillsammans med Norén producerade hon 7:3. Pjäsen fick stor uppmärksamhet för att kriminella personer med nazistiska åsikter medverkade i pjäsen. Bland dessa var Tony Olsson, som på permission bodde hos Stenberg.
Hon flyttade tillbaka till Hindersby i Lappträsk när hennes son fick cancer, där hon sedan dess bott.
Stenberg var sommarvärd i Sveriges radio P1 31 juli 2000.